# Eagar
Eagar ist eine Stadt im Apache County im US-Bundesstaat Arizona. Das U.S. Census Bureau hat bei der Volkszählung 2020 eine Einwohnerzahl von 4.395 ermittelt.

## Geschichte
Die Gegend von Eagar wurde erstmals in 1871 von Angloamerikanern besiedelt und der Ort 1888 gegründet. Seit 1948 ist Eagar eine eigenständige Gemeinde.

## Geographie
Eagars geographische Koordinaten sind 34° 6′ N, 109° 18′ W, am Fuß der White Mountains. Nach den Angaben des United States Census Bureaus hat der Ort eine Fläche von 29,4 km², die vollständig auf Landflächen entfallen. Mehrere Seen liegen in der Umgebung, unter anderem Big Lake, Crescent Lake, Nelson Reservoir, Lyman Lake, Sunrise Lake und Luna Lake. Eagar liegt nördlich des Apache National Forest und am Fuße der White Mountains. Das größte Skigebiet in Arizona, Sunrise Park Resort, liegt 40 Kilometer westlich der Stadt.
Durch Eagar verlaufen die U.S. Highways 60, 180 und 191 sowie die Arizona State Route 260.

## Schulen
Folgende Schulen finden sich in Eagar:
- 1 Primary School
- 1 Elementary School
- 1 Middle School
- 1 High School
- 3 Charter Schools

Außerdem wird die öffentliche Bücherei von Round Valley vom Apache County Library District in der Stadt betrieben.

## Sehenswürdigkeiten, Tourismus
Der Apache-Sitgreaves National Forest befindet sich ebenso in der Nähe wie die Ruinen von Casa Malpais und das Sunrise-Skigebiet. In der Gegend werden die verschiedene Outdoor-Aktivitäten angeboten, wie Fischen, Reiten usw.

## Veranstaltungen
Neben diversen kleineren Veranstaltungen sind folgende Veranstaltungen die größten der Stadt.
- 4. Juli Nationalfeiertag - Wie überall in Amerika ein großes Fest.
- Eagar Daze - Immer am ersten Freitag/Samstag im August wird eine große Land- und Forstwirtschaftsausstellung durchgeführt. Auf dieser werden unter anderem Wettbewerbe im Motorsägen veranstaltet.
- ATV Outlaw Trail Jamboree

## Industrie
In der Gegend werden Forst- und Landwirtschaftliche Produkte verarbeitet, daneben sind unterschiedliche Dienstleistungsbetriebe angesiedelt.

## Religion
In Eagar gibt es derzeit drei Kirchen der Kirche Jesu Christi der Heiligen der Letzten Tage. Außerdem gibt es Kirchen anderer Religionsgemeinschaften wie Katholiken und Zeugen Jehovas.